# Paleontological Research
Paleontological Research is een Japans, aan collegiale toetsing onderworpen wetenschappelijk tijdschrift op het gebied van de paleontologie. De naam wordt in literatuurverwijzingen meestal afgekort tot Paleontol. Res. Het wordt uitgegeven door de Palaeontological Society of Japan.